# Kathy Vargas
Pour les articles homonymes, voir Vargas.
Kathy Vargas (née le 23 juin 1950 à San Antonio au Texas) est une photographe américaine.
Kathy Vargas s'intéresse à la colorisation photographique vers 1970. Quelques années plus tard, tout en travaillant sur un projet de documentaire sur les sanctuaires de cour dans sa ville natale de San Antonio au Texas, elle commence à étudier les mythes et la littérature du Mexique et des civilisations précolombiennes et produit des œuvres en fonction d'un photographique impliquant la stratification par exposition multiple et coloration à la main (Marshall).
En 1993, elle crée un portfolio intitulé Revelaciones et un an plus tard celui-ci est publié dans le Nueva Luz photographic journal, volume 4 no 2 (En Foco, Bronx: 1994)
Kathy Vargas enseigne actuellement dans le département d'art de l'Université du Verbe incarné à San Antonio.

## Ouvrages
- Kathy Vargas et Connie Arismendi. Intimate lives: work by ten contemporary Latina artists. Austin, Texas : Women & Their Work, 1993.
- Muñoz, Celia Alvarez, Chon A. Noriega, José Piedra, Kathy Vargas et Victor Zamudio-Taylor. Revelaciones = Revelations: Hispanic art of evanescence. Ithaca, NY : Hispanic American Studies Program, Cornell University, 1993.
- Goldberg, Jim, Nan Goldin, Sally Mann, Jack Radcliffe et Kathy Vargas. Hospice: a photographic inquiry. Boston: Little, Brown, en association avec la Corcoran Gallery of Art and National Hospice Foundation, 1996.  (ISBN 0-8212-2259-7).
- Lippard, Lucy R. et MaLin Wilson-Powell. Kathy Vargas: photographs, 1971-2000. San Antonio, TX: Marion Koogler McNay Art Museum, 2000.   (ISBN 0-916677-45-1).
- Art at Our Doorstep: San Antonio Writers and Artists featuring Kathy Vargas. Edited by Nan Cuba and Riley Robinson (Trinity University Press, 2008).

## Source de la traduction
- (en) Cet article est partiellement ou en totalité issu de l’article de Wikipédia en anglais intitulé « Kathy Vargas » (voir la liste des auteurs).